# ラグビー中継 (NHK)
ラグビー中継（ラグビーちゅうけい）は、NHKで放送されているラグビー中継である。

## 概要
NHKは大学選手権と日本選手権を共催するなど日本ラグビー界と強く関わっていて、古くから中継している。

## 放送カード

### 現在
関東大学ラグビー対抗戦
早明戦は総合テレビで早慶戦はEテレで中継。
関西大学ラグビーリーグ戦
最終節1試合（前シーズンの1-2位対決）を近畿エリアで中継。以前は全国ネットしていた。
大学選手権
準々決勝は関東大学リーグ戦及び関西大学リーグ1位枠の試合をNHK BS1で準決勝以降は総合テレビで中継。
ラグビーワールドカップ
1987年大会から1999年大会は総合テレビ、2015年大会はBS1、2019年大会は総合テレビ・BS1で日本戦を含む注目試合を中継。
テストマッチ
現在日本テレビが中継しない日本戦をBS1・総合テレビ・Eテレで中継。

### 過去
トップリーグ
2003-2004シーズン及び2016-2017シーズン以降BS1で注目試合を中継した。
関東大学リーグ戦
2015シーズンまで最終節の試合をEテレで中継していた。
全国高等学校ラグビーフットボール大会
第62回大会まで決勝戦のみ中継していた。
シックス・ネイションズ
ファイブ・ネイションズ時代の1990年～1997年シーズンまでBS1で中継
日本選手権
全試合総合テレビで中継。かつては一部の試合をBS1で中継していた。

## 解説者一覧
2020年度時点
五十音順。
- 大野均
- 薫田真広
- 坂田正彰
- 砂村光信
- 中竹竜二
- 廣瀬俊朗
- 山神孝志

## 実況

### 現在
2020年度時点
- 浅井僚馬
- 酒井良彦
- 酒匂飛翔
- 高瀬登志彦
- 筒井亮太郎
- 冨坂和男
- 豊原謙二郎

### 過去
- 山田康夫
- 斎藤洋一郎
- 石川洋
- 伊藤慶太

## 備考
- 総合テレビでの中継では『もっとラグビー』と題したレフリーが視聴者から寄せられたご意見・ご質問に答える副音声が置かれることもある[7]。